# Mychocerus striatus
Mychocerus striatus är en skalbaggsart som först beskrevs av Sen Gupta och Roy Crowson 1973.  Mychocerus striatus ingår i släktet Mychocerus och familjen gångbaggar. Inga underarter finns listade i Catalogue of Life.